# Västra Egnahem
Västra Egnahem er en småort i Hjulsjö socken i Hällefors kommun i Örebro län i Sverige. Västra Egnahem er et villaområde beliggende omkring 400 meter vest for Bredsjö. Byen indgik frem til 1980 i tätorten Bredsjö.